# Campeonato Sudamericano de Clubes de Rugby
El Campeonato Sudamericano de Clubes de Rugby también conocido como Copa Libertadores de América de rugby, fue una competencia de rugby sudamericana que enfrentaba a los clubes campeones de las principales ligas de rugby de la región.
Durante su existencia participaron clubes de Argentina, Chile, Paraguay y Uruguay.
El torneo se disputó entre 1985 y 2000.

## Historia
Durante su existencia el torneo fue dominado por los clubes de Argentina, los cuales se coronaron campeones en las 8 ocasiones en las que se disputó.

## Campeonatos
| Edición | Año  | Campeón                     | 2º puesto           | 3º puesto                            | 4º puesto                            |
| ------- | ---- | --------------------------- | ------------------- | ------------------------------------ | ------------------------------------ |
| I       | 1985 | San Isidro Club             | Old Christians Club | Old Boys                             | CURDA                                |
| II      | 1986 | Club Atlético de San Isidro | Old Christians Club | Old Boys                             | San José                             |
| III     | 1987 | Banco Nación                | Old Christians Club | Old Boys                             | CURDA                                |
| IV      | 1988 | San Isidro Club             | Old Boys            | Old Christians Club                  | San José                             |
| V       | 1989 | San Isidro Club             | Old Christians Club | Old Boys                             | San José                             |
| VI      | 1997 | Hindú Club                  | Carrasco Polo Club  |                                      |                                      |
| VII     | 1999 | Club San Cirano             | Carrasco Polo Club  | Club San Luis y Universidad Católica | Club San Luis y Universidad Católica |
| VIII    | 2000 | Club La Tablada             | Carrasco Polo Club  | CURDA y Universidad Católica         | CURDA y Universidad Católica         |

## Posiciones
- Número de veces que los equipos ocuparon las primeras dos posiciones en todas las ediciones.

| Equipo                      | Campeón | 2º puesto |
| --------------------------- | ------- | --------- |
| San Isidro Club             | 3       |           |
| Club Atlético de San Isidro | 1       |           |
| Banco Nación                | 1       |           |
| Hindú Club                  | 1       |           |
| Club San Cirano             | 1       |           |
| Club La Tablada             | 1       |           |
| Old Christians Club         |         | 4         |
| Carrasco Polo Club          |         | 3         |
| Old Boys                    |         | 1         |